# Шведский язык

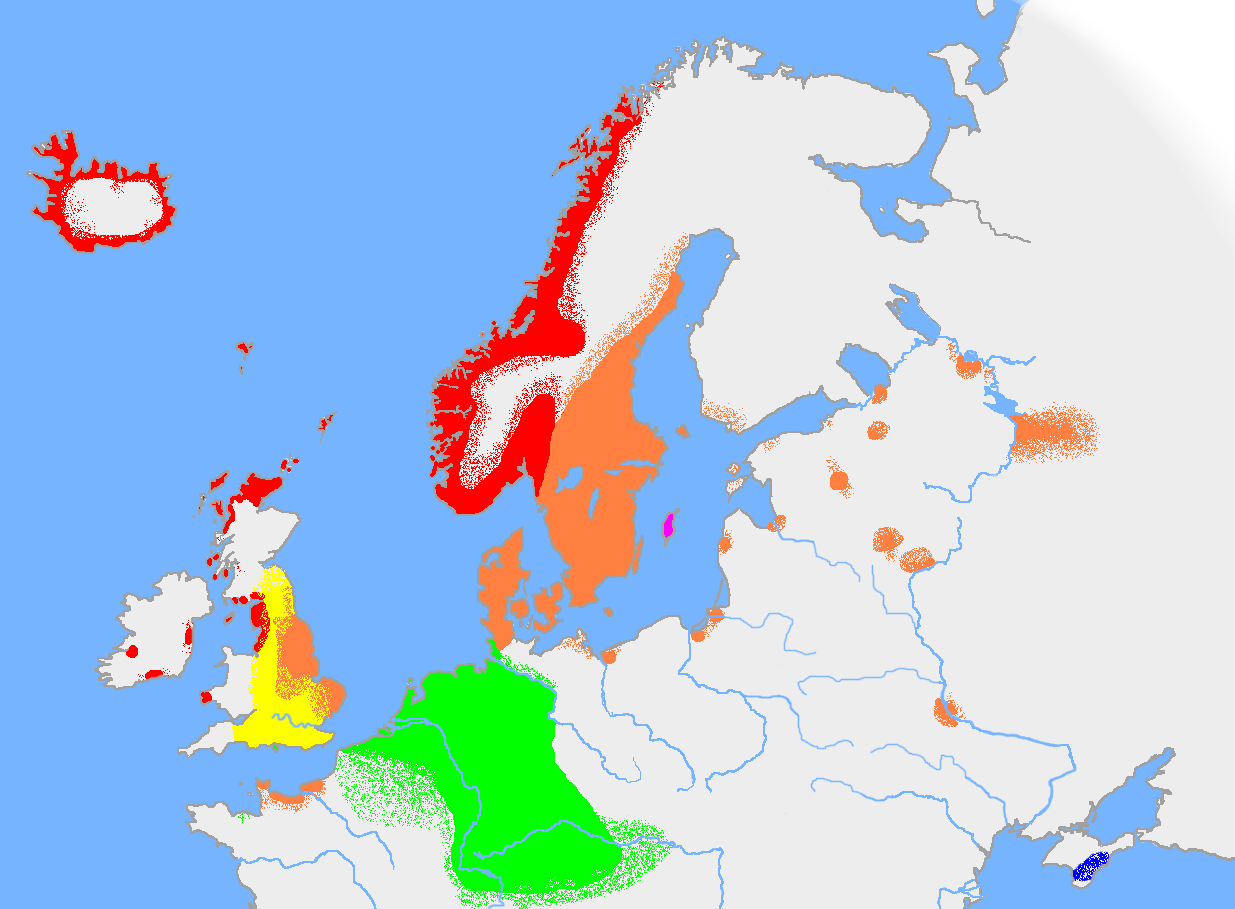
Примерные пределы распространения древнескандинавского языка и родственных ему языков в X веке. Красным выделена область распространения диалекта западный древнескандинавский, оранжевым — восточного древнескандинавского. Жёлтым и зелёным цветами выделены области распространения других германских языков, с которыми древнескандинавский ещё сохранял значительное взаимопонимание

Шве́дский язы́к (самоназвание: svenska МФА: [ˈsvɛ̂nːska]о файле) — германский язык восточной подгруппы скандинавской группы, на котором говорят в Швеции и части Финляндии (в частности, это единственный официальный язык на Аландских островах). Близок современным датскому и норвежскому языкам; распадается на множество диалектов.
Сегодня шведский — самый распространённый язык Скандинавии с числом носителей, превосходящим десять миллионов.
Шведский — в основном аналитический язык, имеющий два рода существительного. Определённый артикль, являющийся показателем рода, присоединяется к существительным в виде окончания. Глаголы по лицам и числам не изменяются. Шведскому языку свойственно музыкальное ударение.

## Лингвогеография

### Политический статус

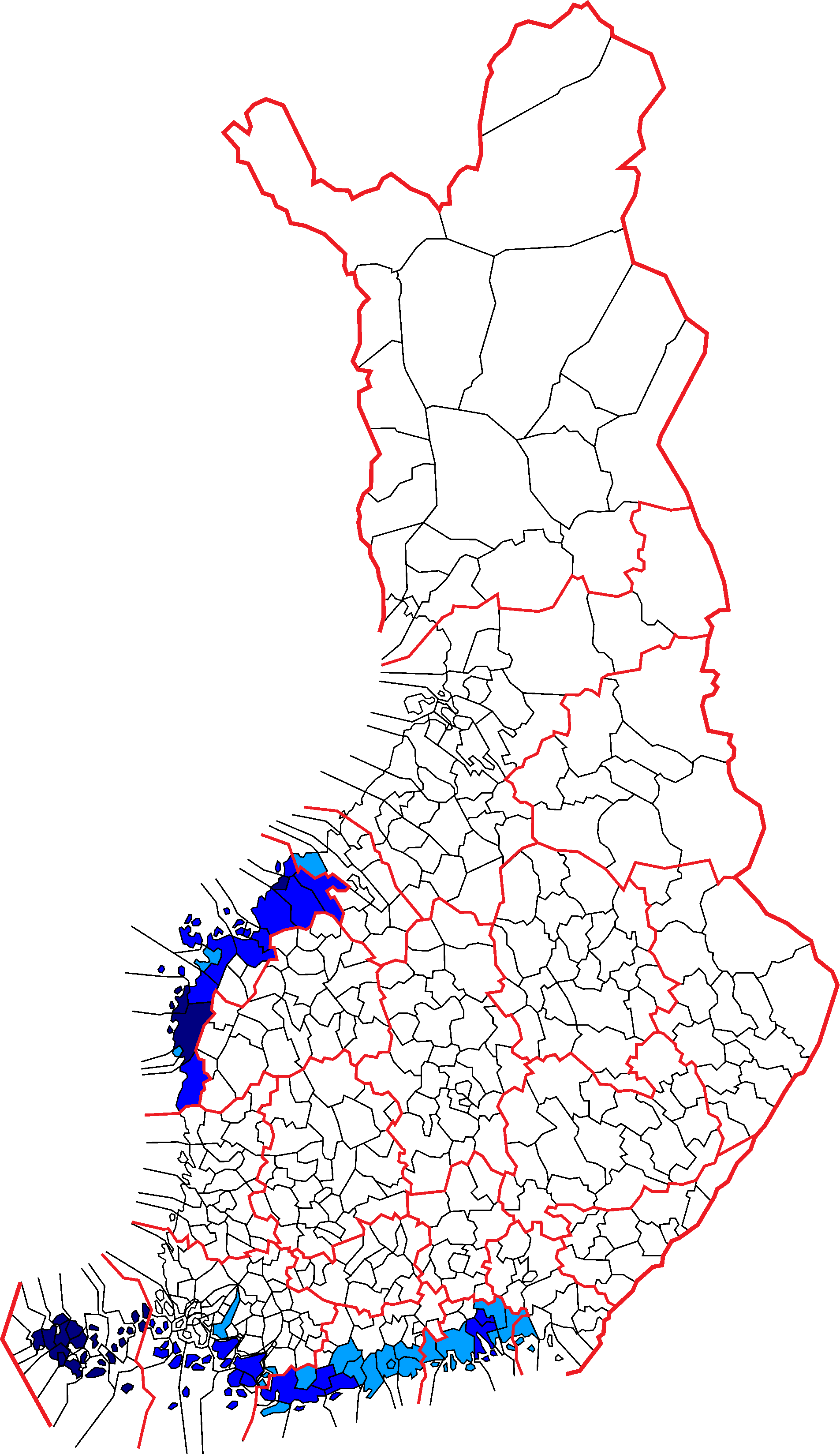
Муниципалитеты Финляндии, в которых шведский является официальным языком.

Карта количества шведскоязычных граждан США

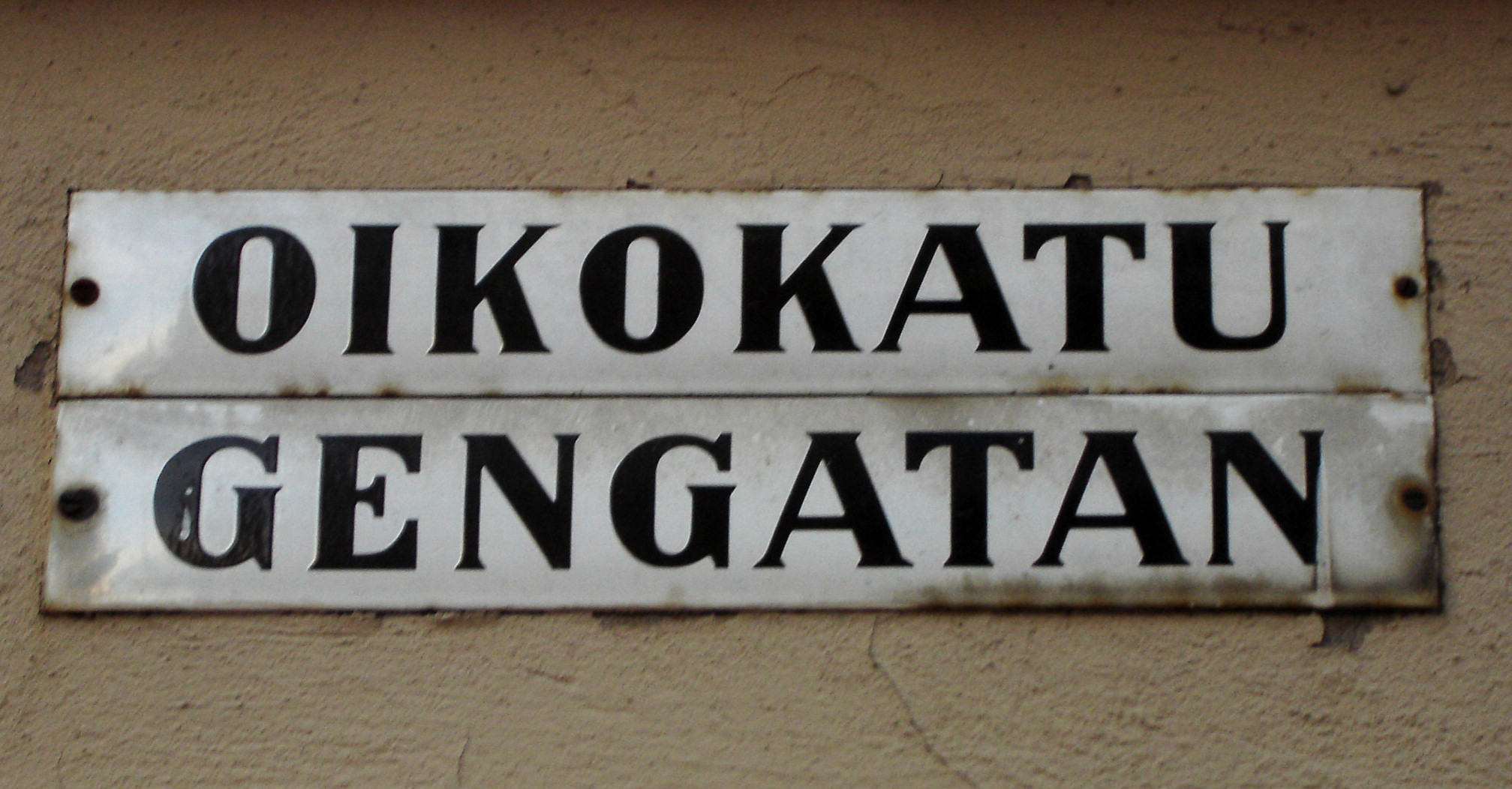
Знак на финском и шведском языках в Хельсинки

Швесдкий язык является официально признанным в Швеции и Финляндии, а также это один из языков Европейского союза. Он был ведущим в Швеции в стране почти на всём протяжении своей современной истории. Языковые меньшинства Швеции — как например саамы — были очень небольшими и часто жили обособленно, а в течение XIX и начале XX веков — даже подавляемыми. Хотя шведский использовался в администрации и богослужениях с начала XVI века, присвоение ему статуса официального языка никогда не казалось необходимым.
В Финляндии шведский является одним из национальных языков наряду с финским, а у говорящих на шведском в Финляндии (хотя в этой стране их всего лишь 300 тысяч, то есть 6 % от всего населения) есть очень стойкое положение в обществе. Шведский является единственным официальным языком Аландских островов — автономной провинции Финляндии, где для 95 % населения численностью 26 тысяч человек он является родным языком. В соответствии с исследовательским отчётом, изданным в 1997 году, семь десятых говорящих на финском в Финляндии считают шведский язык неотъемлемой частью финского общества, а 73 % огорчились бы исчезновению шведского языка и культуры в Финляндии.

#### Регулирующие институты
В отношении шведского языка официальных регулирующих институтов не существует. Шведский языковой совет (Svenska språknämnden) имеет полуофициальный статус и финансируется шведским правительством, однако не пытается осуществлять контроль над языком подобно тому, как это делает, например, Académie française в отношении французского языка. Среди многих организаций, входящих в Шведский языковой совет, Шведская академия (основана в 1786) считается наиболее влиятельной. Её основные инструменты — это словари Svenska Akademiens Ordlista и Svenska Akademiens Ordbok, а также различные книги по грамматике, правописанию и руководства по стилю. И хотя словари иногда используются для выяснения «эталонности» языка, их главное назначение — описывать современное состояние языка.
В Финляндии особое отделение Исследовательского института языков Финляндии имеет официальный статус как регулирующий институт шведского языка в этой стране. Среди его главных приоритетов — поддержание взаимопонимания с языком, на котором говорят в Швеции. Институт опубликовал Finlandssvensk ordbok — словарь различий между шведским в Финляндии и в Швеции.

### Шведскоязычные меньшинства на территории бывшего СССР
- См. статью Балтийские шведы

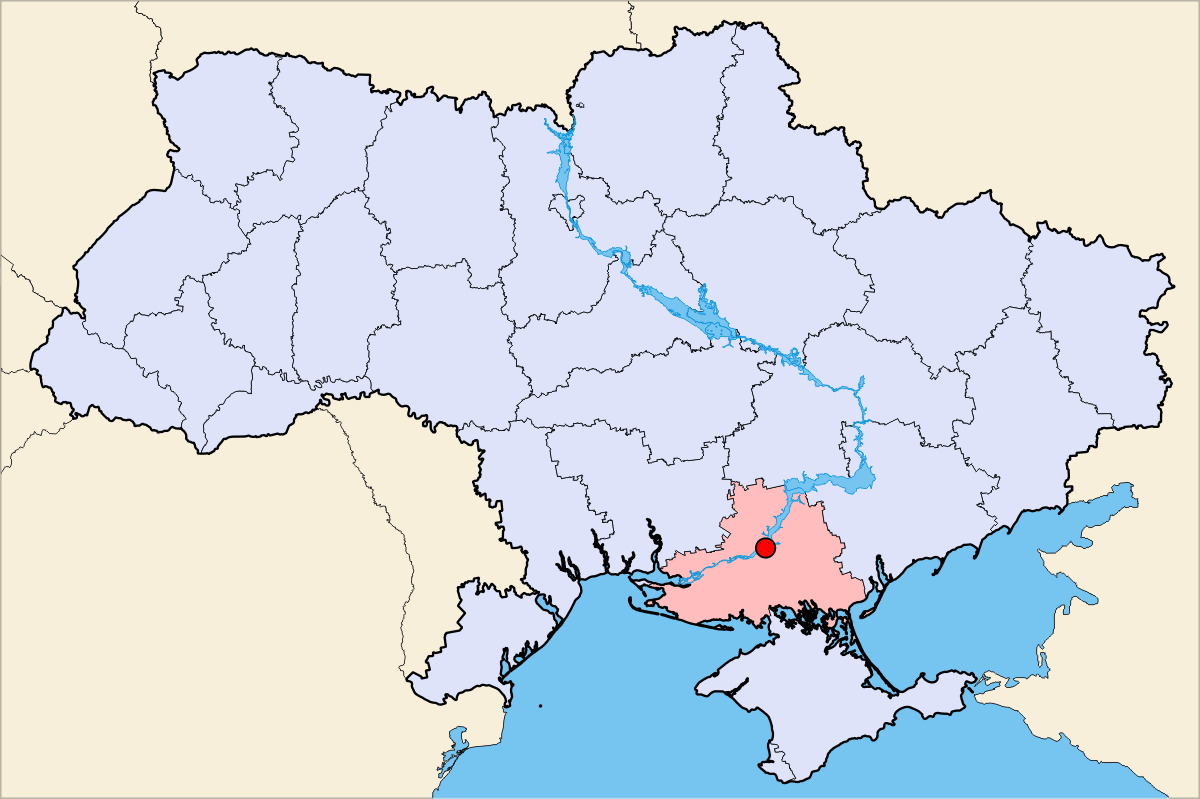
Карта Украины с указанием деревни Старошведское (Gammalsvenskby)

Раньше существовали шведскоязычные общины в Эстонии — в частности, на островах балтийского побережья. Шведскоязычные меньшинства были представлены в парламенте и имели разрешение на использование своего родного языка в парламентских дебатах. После потери Швецией прибалтийских территорий в войне с Россией в начале XVIII века около тысячи шведскоязычных жителей были вынуждены идти походом на Украину, где они основали село Старошведское, к северу от Крыма. Несколько старейших жителей деревни до сих пор говорят на шведском и соблюдают праздники шведского календаря, хотя их диалекту, скорее всего, угрожает скорое исчезновение.
В Эстонии же к небольшим остаткам шведских общин относились очень хорошо между Первой и Второй мировыми войнами. Муниципалитеты с преимущественно шведским населением (в основном расположенные на побережье Балтийского моря) использовали шведский в качестве административного языка, и шведско-эстонская культура была на подъёме. Однако бо́льшая часть шведскоязычного населения бежала в Швецию в конце Второй мировой войны, когда Эстония стала частью Советского Союза. Сегодня в Эстонии проживает очень небольшое число старейших шведскоязычных граждан.

## Диалекты
Сохранилось много диалектов шведского языка — местных вариаций языка, избежавших большого влияния стандартного шведского и имеющих признаки самостоятельного развития ещё со времён древнескандинавского языка. Многие сегодняшние сельские диалекты — например, в Даларне или Эстерботтене — имеют весьма заметные фонетические и грамматические особенности, такие как множественное число в глаголах или архаичное словоизменение по падежам. Эти диалекты могут быть почти полностью непонятны для большинства неговорящих на них шведов. Различные диалекты часто настолько локализованы, что область их распространения ограничена отдельными приходами, в результате чего шведские лингвисты называют их sockenmål (буквально: «приходская речь»). Обычно их делят на шесть основных групп с общими характеристиками просодии, грамматики и словарного состава:
- норрландские диалекты;
- шведский язык Финляндии;
- свеаландские диалекты;
- диалекты острова Готланд;
- гёталандские диалекты;
- диалекты юга Швеции.

Общее число шведских диалектов исчисляется несколькими сотнями, если отдельно учитывать манеру речи каждой общины.

## История
Языки, на которых сейчас говорят в Скандинавии, развились из древнескандинавского языка, который не очень различался на территории нынешних Дании, Норвегии и Швеции. Торговцы-викинги распространили язык по всей Европе (включая поселения в нынешней России), сделав древнескандинавский одним из наиболее широко распространённых языков своего времени. Три континентальных скандинавских языка (шведский, датский и норвежский) оставались практически одним языком до примерно 1050 года, но затем начали разделяться. В более позднее время сильно влияние нижненемецкого языка, особенно в городах, находившихся под ганзейским влиянием.
Стандартный письменный язык шведского государства образовался из свейских и ётских диалектов; начало становления шведского языка можно отнести ко времени Магнуса II Эрикссона (XIV век). Нынешний стандартный разговорный язык Швеции возник позже, вместе с индустриализацией в XIX веке и началом радиовещания в 1920-х годах. Нормирующий эффект радио и телевидения сосуществует с влиянием региональных разновидностей стандартного шведского в этих средах.

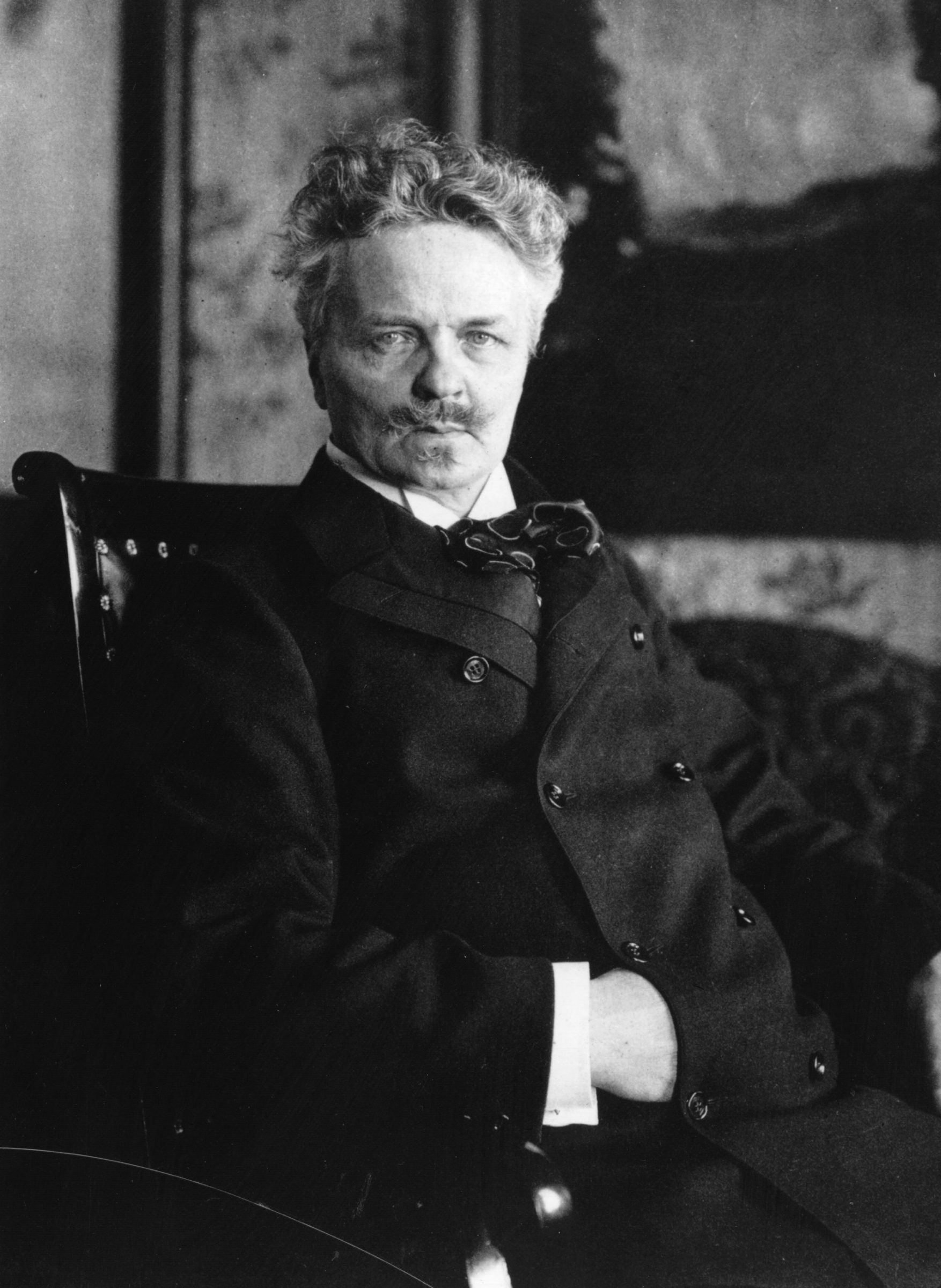
Август Стриндберг, часто считающийся основателем современной шведской литературы

Язык, на котором в Швеции говорят сегодня, в лингвистике обозначают термином nusvenska («современный шведский», букв.: «сейчас-шведский»). С наступлением в Швеции периода индустриализации и урбанизации во второй половине XIX века новое поколение писателей оставило свой след в шведской литературе. Многие писатели, учёные, политики и другие общественные фигуры имели большое влияние на зарождающийся новый национальный язык, из них всех самым влиятельным часто называют Августа Стриндберга (1849—1912).

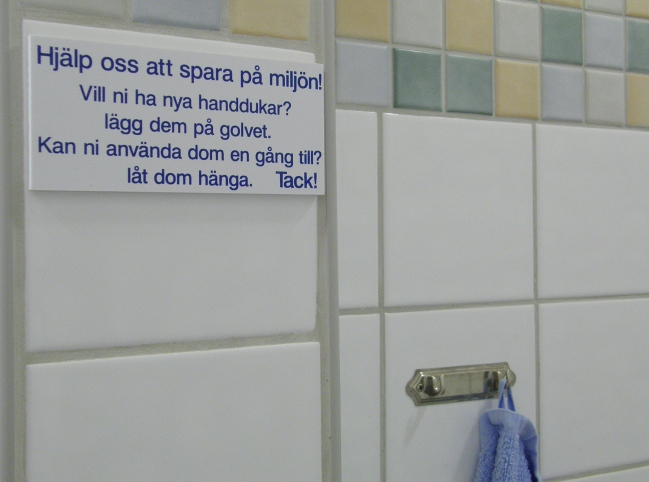
Надись на современном шведском языке на знаке

В XX веке общий, стандартизированный национальный язык стал доступен всем шведам. Орфография наконец-то была стабилизирована и к моменту реформы правописания в 1906 году стала почти единообразной, за исключением нескольких небольших отклонений. За исключением форм множественного числа глаголов и немного изменившегося синтаксиса (особенно в письменном языке) язык был таким же, на каком говорят в Швеции сегодня. Формы множественного числа глаголов оставались в (постоянно сокращающемся) употреблении в формальной (и, особенно, письменной) речи вплоть до 1950-х, когда они наконец-то были отменены официально.
Очень существенное изменение в шведском языке произошло в 1960-х, с так называемой du-reformen («ты-реформа»). Ранее допустимой манерой обращения к лицам того же или более высокого социального статуса было обращение по званию и фамилии. Использование herr («господин»), fru («госпожа») или fröken («незамужняя барышня») считалось приемлемым только в первом разговоре с незнакомцами неизвестной профессии, академической степени или военного звания. То, что к слушателю предпочтительно было обращаться в третьем лице, ещё больше запутывал устное общение между членами общества. В начале XX века была сделана не имевшая успеха попытка заменить использование титулов и званий местоимением Ni (стандартное местоимение второго лица во множественном числе) — так же, как во французском и русском языках. В итоге Ni стало использоваться как менее «вызывающее du», используемое для обращения к людям более низкого социального статуса. С либерализацией и радикализацией шведского общества в 1950-е и 60-е годы эти ранее значительные различия между социальными классами стали менее значимыми и du стало обычным обращением даже в формальном и официальном контекстах.
Стандартный шведский (шведами называемый «государственным» — rikssvenska — или, иногда, «высоким» — högsvenska) — самый распространённый вариант шведского языка, выросший из говоров Стокгольма и его области и устоявшийся к началу XX века. На нём вещают СМИ (хотя довольно часто журналисты говорят с сильным региональным акцентом), его учат в школах, и понимают его почти все шведы, хотя некоторые местные диалекты шведского могут настолько отличаться как произношением, так и грамматикой, что непонятны для незнающих. Большинство шведов в Финляндии также может говорить на стандартном шведском. Многие региональные вариации стандартного языка, специфичные для географических областей разного размера (регионы, провинции Швеции, города, посёлки и т. д.), находятся под сильным влиянием диалектов шведского, однако их грамматическая и фонологическая структура остаётся близкой к диалектам центральной Швеции. Знаменитая писательница из Финляндии — Туве Янссон, создательница муми-троллей, — писала по-шведски.
Большинство шведов, не знакомых с лингвистическими терминами, а также с различиями между местными говорами и историческим фоном появления этих различий, считает эти региональные вариации стандартного шведского «диалектами».

## Письменность
Алфавит шведского языка — на латинской основе, с буквами Å, Ä, и Ö (в таком порядке в конце алфавита), а также É. До 2006 буква W считалась не самостоятельной буквой, а аналогом V, и использовалась лишь в именах иностранного происхождения и заимствованиях. В 2006 году W была включена в алфавит. При широком многообразии диалектов и говоров письменный шведский единообразен и стандартизован.

## Лингвистическая характеристика

Шведские гласные

### Фонетика и фонология
В шведском языке 18 согласных фонем и 17 гласных фонем (их состав несколько различается в зависимости от диалекта). Гласные и согласные различаются по долготе, причём в каждом ударном слоге обязательно или гласный, или согласный является долгим.

#### Гласные
| Звук | Пример                                  | Звук | Пример                                         |
| i    | слушатьо файле sil, /siːl/, «решето»    | ɪ    | слушатьо файле sill, /sɪl/, «сельдь»           |
| y    | слушатьо файле syl, /syːl/, «шило»      | ʏ    | слушатьо файле syll, /sʏl/, «шпала»            |
| u    | слушатьо файле bot, /buːt/, «штраф»     | ʊ    | слушатьо файле bott, /bʊt/, супин от bo «жить» |
| e    | слушатьо файле hel, /heːl/, «целый»     |      |                                                |
| ɛ    | слушатьо файле häl, /hɛːl/, «пятка»     | ɛ    | слушатьо файле häll, /hɛl/, «плоский валун»    |
| ø    | слушатьо файле nöt, /nøːt/, «орех»      | œ    | слушатьо файле nött, /nœt/, «изношенный»       |
| o    | слушатьо файле mål, /moːl/, «цель»      | ɔ    | слушатьо файле måll, /mɔl/, «минор» (музыка)   |
| ʉ    | слушатьо файле ful, /fʉːl/, «уродливый» | ɵ    | слушатьо файле full, /fɵl/, «полный»           |
| ɑ    | слушатьо файле mat, /mɑːt/, «еда»       | a    | слушатьо файле matt, /mat/, «утомлённый»       |

#### Согласные[10]
|               | Губно-губ. | Губно-губ. | Губно-зуб. | Губно-зуб. | Зубные | Зубные | Зубные | Альвеол. | Палат. | Палат. | Велярные | Велярные | Гортанные | Гортанные |
| Взрывные      | p          | b          |            |            | t      | d      |        |          |        |        | k        | g        |           |           |
| Аппроксиманты |            | b          |            | v          |        | d      | l      | r        |        | j      |          | g        | h         |           |
| Фрикативные   |            |            | f          | v          | s      | s      | s      | r        | ɕ      | j      | ɧ        | ɧ        |           |           |
| Дрожащие      |            |            |            |            |        |        |        | r        |        |        |          |          |           |           |
| Носовые       | m          | m          |            |            | n      | n      | n      |          |        |        | ŋ        | ŋ        |           |           |

| Звук | Пример                                 | Звук | Пример                                 |
| p    | слушатьо файле pol, /puːl/, «полюс»    | b    | слушатьо файле bok, /buːk/, «книга»    |
| t    | слушатьо файле tok, /tuːk/, «дурак»    | d    | слушатьо файле dop, /duːp/, «крещение» |
| k    | слушатьо файле kon, /kuːn/, «конус»    | g    | слушатьо файле god, /guːd/, «хороший»  |
| f    | слушатьо файле fot, /fuːt/, «нога»     | v    | слушатьо файле våt, /voːt/, «мокрый»   |
| s    | слушатьо файле sot, /suːt/, «сажа»     | ɧ    | слушатьо файле sjok, /ɧuːk/, «слой»    |
| ɕ    | слушатьо файле kjol, /ɕuːl/, «юбка»    | j    | слушатьо файле jord, /juːrd/, «земля»  |
| h    | слушатьо файле hot, /huːt/, «угроза»   | r    | слушатьо файле rov, /ruːv/, «добыча»   |
| l    | слушатьо файле lov, /loːv/, «обещание» | m    | слушатьо файле mod, /muːd/, «мужество» |
| n    | слушатьо файле nod, /nuːd/, «развилка» | ŋ    | слушатьо файле lång, /lɔŋ/, «длинный»  |

Произношение согласных /ɧ/ или /r/ сильно зависит от диалекта и общественного положения говорящего. Во многих диалектах сочетания переднеязычного /r/ с зубными согласными (/t, d, n, l, s/) дают ретрофлексные согласные (/ʈ, ɖ, ɳ, ɭ, ʂ/). Звук произносится гортанно ([ʀ], [ʁ] или [ʁ̞]) в южных диалектах, поэтому в них ретрофлексные согласные не появляются.
/p, t, k/ произносятся с придыханием в ударном слоге, но не в том случае, если перед ними идёт /s/. В диалектах Финляндии, как правило, придыхание отсутствует. В этих диалектах звонкие взрывные в середине слова могут становиться глухими.
Вопрос касательно фонемы /ɧ/ в среде учёных не решён окончательно до сих пор. Её произношение зависит не только от диалекта говорящего, но также и от пола и возраста. В северных диалектах она заменяется на /ʂ/, в финских — на /ɕ/. В южных диалектах она может заменяться на /x/; жители Швеции курдского и арабского происхождения могут произносить этот звук как [χ]. 

#### Просодия
Для шведского характерно двоякое ударение в слове: силовое (динамическое) и музыкальное (тоническое). Главное силовое ударение, как правило, бывает на первом корневом слоге.
Шведский говор, наряду с норвежским, часто описывается как «мелодичный» из-за особенностей просодии, которая может весьма различаться от диалекта к диалекту. В большинстве диалектов главный ударный слог в слове может нести один из двух разных тонических (мелодических) акцентов:
- первый тон (акут, ´, простое музыкальное ударение) — после ударного гласного тон понижается; свойственен исторически односложным словам и большинству слов иностранного происхождения;

- второй тон (гравис, `, сложное музыкальное ударение) — тон понижается в пределах ударного слога, а в последующем слоге вновь повышается и вновь понижается. Свойствен многосложным словам.

Распределение акцентов в словах зависит от количества слогов и от места главного силового ударения.
Тон в шведском может играть смыслоразличительную роль в словах-омонимах, например:
- anden [ándɛn] (с акцентом акут) «утка»;
- anden [àndɛn] (с акцентом гравис) «дух»;
- tomten [´tɔmtɛn] (с акцентом акут) «пустырь»;
- tomten [`tɔmtɛn] (с акцентом гравис) «домовой».

Тоны никак не обозначаются на письме.

### Морфология
Шведский — язык в большой степени аналитического строя. Имеются два рода — общий (объединивший мужской и женский; в некоторых диалектах шведского они сохраняются до сих пор) и средний — и отсутствуют падежи (в древнешведском существовали именительный, родительный, винительный и дательный падежи).

#### Существительное
Артикль является показателем рода, числа, а также определённости и неопределённости слова в контексте. Неопределённый артикль, который ставится перед существительным, для общего рода — en, а для среднего рода — ett, например: en flicka («девочка»), en dag («день»), ett hus (дом), ett regn («дождь»).
Определённый, также известен как «постпозитивный артикль», в шведском языке используется по традиционной для скандинавских языков схеме, которая отличается от большинства других европейских языков (однако имеет соответствия в балканских языках (болгарском, македонском). Он присоединяется к концу слова как суффикс. Это происходит по следующей схеме: существительное + -en / -et, например
- Dag + en = dagen, hus + et = huset.

По способу образования множественного числа существительные делятся на 6 групп. Примеры парадигм:
|                              | I класс    | II класс  | III класс  | IV класс | V класс | VI класс |
| ---------------------------- | ---------- | --------- | ---------- | -------- | ------- | -------- |
| Единственное число неопред.  | skol-a     | arm       | tjej       | bi       | bord    | ko       |
| Единственное число опред.    | skol-a-n   | arm-en    | tjej-en    | bi-(e)t  | bord-et | ko-n     |
| Множественное число неопред. | skol-or    | arm-ar    | tjej-er    | bi-n     | bord    | ko-r     |
| Множественное число опред.   | skol-or-na | arm-ar-na | tjej-er-na | bi-n-a   | bord-en | ko-r-na  |

Если у существительного с определённым артиклем есть определение, то перед ними употребляется ещё один вид артикля — это безударный «свободностоящий артикль», также известный под названием «предпозитивный артикль». Он имеет следующие формы: den (ед. ч. общ. род), det (ед. ч. ср. род), de (читается [dom]) (мн. ч.), например:
- den långa dagen «долгий день», det långa bordet «длинный стол», de långa dagarna/borden «длинные дни/столы».

#### Прилагательное
В шведском имеется два типа склонения прилагательных — сильное и слабое. Сильное склонение применяется в конструкции, состоящей из прилагательного и существительного с неопределённым артиклем. В этом случае форма прилагательного зависит от рода существительного.
Прилагательное, определяющее существительное общего рода, получает нулевое окончание _, например: en röd_ bil «красная машина», en vacker_ flicka «красивая девушка», Прилагательное, определяющее существительное среднего рода, получает окончание -t, например: ett vackert hus «красивый дом». Прилагательное, определяющее существительное во множественном числе, получает окончание -a, например: dyra bilar «дорогие автомобили».
Слабое склонение прилагательного применяется в конструкции с определённым артиклем и с существительным, стоящим во множественном или единственном числе, при этом прилагательное получает окончание -a вне зависимости от рода определяемого существительного, например: den dyra bilen «этот дорогой автомобиль», det våta golvet «этот сырой/мокрый пол», de dyra bilarna «эти дорогие автомобили» (однако иногда может употребляться окончание -e для обозначения одного лица мужского пола: den unge mannen «молодой человек»).

#### Глагол
В шведском языке сохраняется различие перфекта и простого прошедшего времени, грамматикализируются новые глагольные формы со значением прогрессива (соответствующие английским длительным временам (continuous)). Перфект образуется не при помощи страдательного причастия, а при помощи особой формы, так называемого супина. Личное спряжение глагола утрачено. Помимо аналитического пассива со вспомогательным bli, употребителен синтетический пассив на -s.
Глаголы имеют 4 спряжения — 3 слабых и одно сильное, в котором глаголы делятся на несколько подгрупп в зависимости от чередования по аблауту. Примеры спряжений:
|                              | 1-е спряжение | 2-е спряжение (а) | 2-е спряжение (б) | 3-е спряжение | 4-е спряжение |
| ---------------------------- | ------------- | ----------------- | ----------------- | ------------- | ------------- |
| инфинитив                    | att kalla     | att hänga         | att läsa          | att tro       | att finna     |
| наст. вр. (актив)            | kallar        | hänger            | läser             | tror          | finner        |
| наст. вр. (пассив)           | kallas        | hängs             | läses             | tros          | finns         |
| претерит (актив)             | kallade       | hängde            | läste             | trodde        | fann          |
| претерит (пассив)            | kallades      | hängdes           | lästes            | troddes       | fanns         |
| претерит конъюнктив (актив)  | kallade       | hängde            | läste             | trodde        | funne         |
| претерит конъюнктив (пассив) | kallades      | hängdes           | lästes            | troddes       | funnes        |
| супин                        | kallat        | hängt             | läst              | trott         | funnit        |
| причастие 2                  | kallad        | hängd             | läst              | trodd         | funnen        |
| императив                    | kalla         | häng              | läs               | tro           | finn          |

## Пример языка
Отрывок из Всеобщей декларации прав человека и гражданина.
Alla människor är födda fria och lika i värdighet och rättigheter. De har utrustats med förnuft och samvete och bör handla gentemot varandra i en anda av gemenskap.